# Dampierre (Aube)
Dampierre é uma comuna francesa na região administrativa de Grande Leste, no departamento de Aube. Estende-se por uma área de 29,36 km². Em 2010 a comuna tinha 319 habitantes (densidade: 10,9 hab./km²).